# NGC 736
NGC 736 (również PGC 7289 lub UGC 1414) – galaktyka eliptyczna (E), znajdująca się w gwiazdozbiorze Trójkąta. Odkrył ją William Herschel 12 września 1784 roku.